# Плассельб
Плассельб (нім. Plasselb) — громада  в Швейцарії в кантоні Фрібур, округ Зензе.

## Географія
Громада розташована на відстані близько 28 км на південний захід від Берна, 11 км на південний схід від Фрібура.
Плассельб має площу 18,2 км², з яких на 4% дозволяється будівництво (житлове та будівництво доріг), 37,4% використовуються в сільськогосподарських цілях, 55,2% зайнято лісами, 3,4% не є продуктивними (річки, льодовики або гори).

## Демографія
2019 року в громаді мешкало 1013 осіб (+0% порівняно з 2010 роком), іноземців було 7,4%. Густота населення становила 56 осіб/км².
За віковим діапазоном населення розподілялося таким чином: 16,9% — особи молодші 20 років, 61,7% — особи у віці 20—64 років, 21,4% — особи у віці 65 років та старші. Було 465 помешкань (у середньому 2,1 особи в помешканні).
Із загальної кількості 167 працюючих 42 було зайнятих в первинному секторі, 45 — в обробній промисловості, 80 — в галузі послуг.